# アレクシス・アモーレ
アレクシス・アモーレ（Alexis Amore、1978年12月29日 - ）は、ペルーのポルノ女優。リマ出身。